# Falkängen
Falkängen är ett bostadsområde med arbetarbostäder vid Falkängsvägen i Hällekis i Götene kommun. Den består av bland annat åtta flerfamiljshus från sekelskiftet, som förr var arbetarbostäder för anställda vid den 1892 anlagda Hellekis cementfabrik.
Husen är likadana och inrymde vardera åtta enrumslägenheter. De tre första husen byggdes 1896–1898 av en byggmästare från Skara. I förmännens lön ingick en fri bostad på ett rum och kök. Som mest bodde det 63 familjer i Falkängen. Det kunde bo upp till 300 personer där, eftersom det inte var ovanligt med sex till tio barn i en familj. 
Cementfabriken lades ned 1978 och de sista boende, Einar och Svea Persson, flyttade från Falkängen 1982. Året därpå bildades ett slöjdcenter på Falkängen. 
I Falkängen finns sommartid turistlogi och en hantverksby för ett dussintal hantverkskollektiv.  Det finns också ett vagnsmuseum, ett bruksmuseum och  en fossil- och mineralutställning med inriktning på Kinnekulle och västgötabergens geologi. 

## Bildgalleri

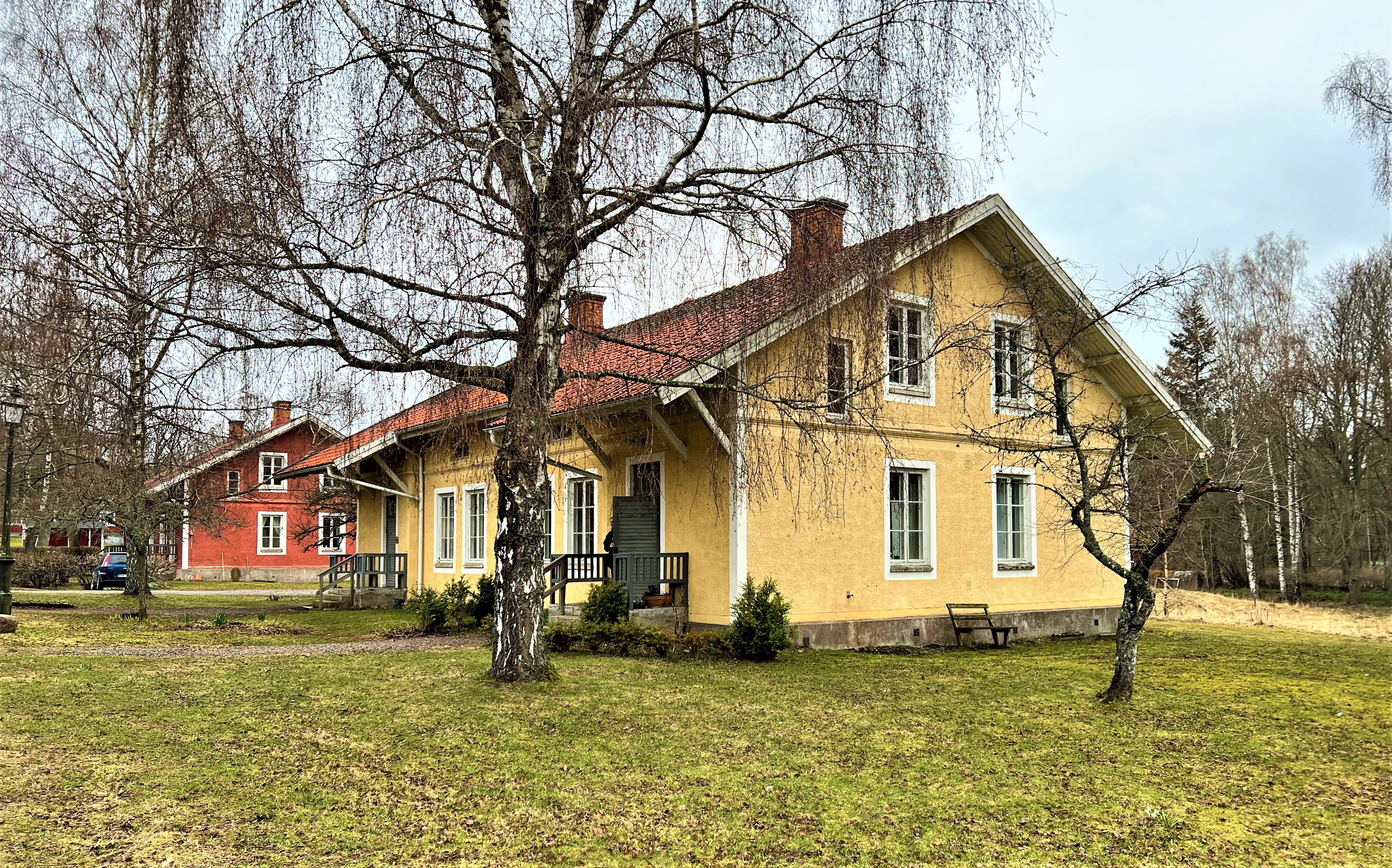
Falkängsvägen
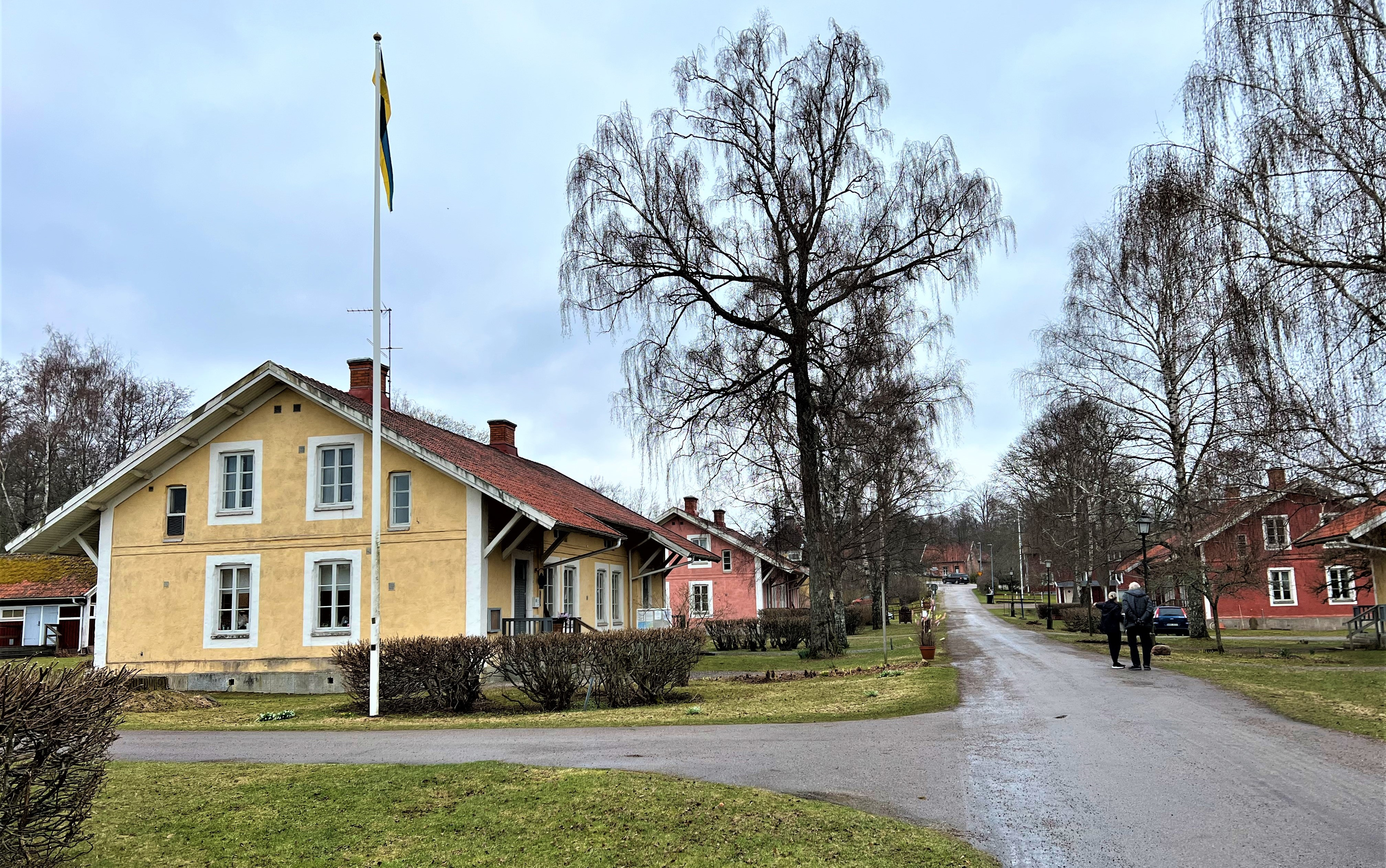
Falkängsvägen
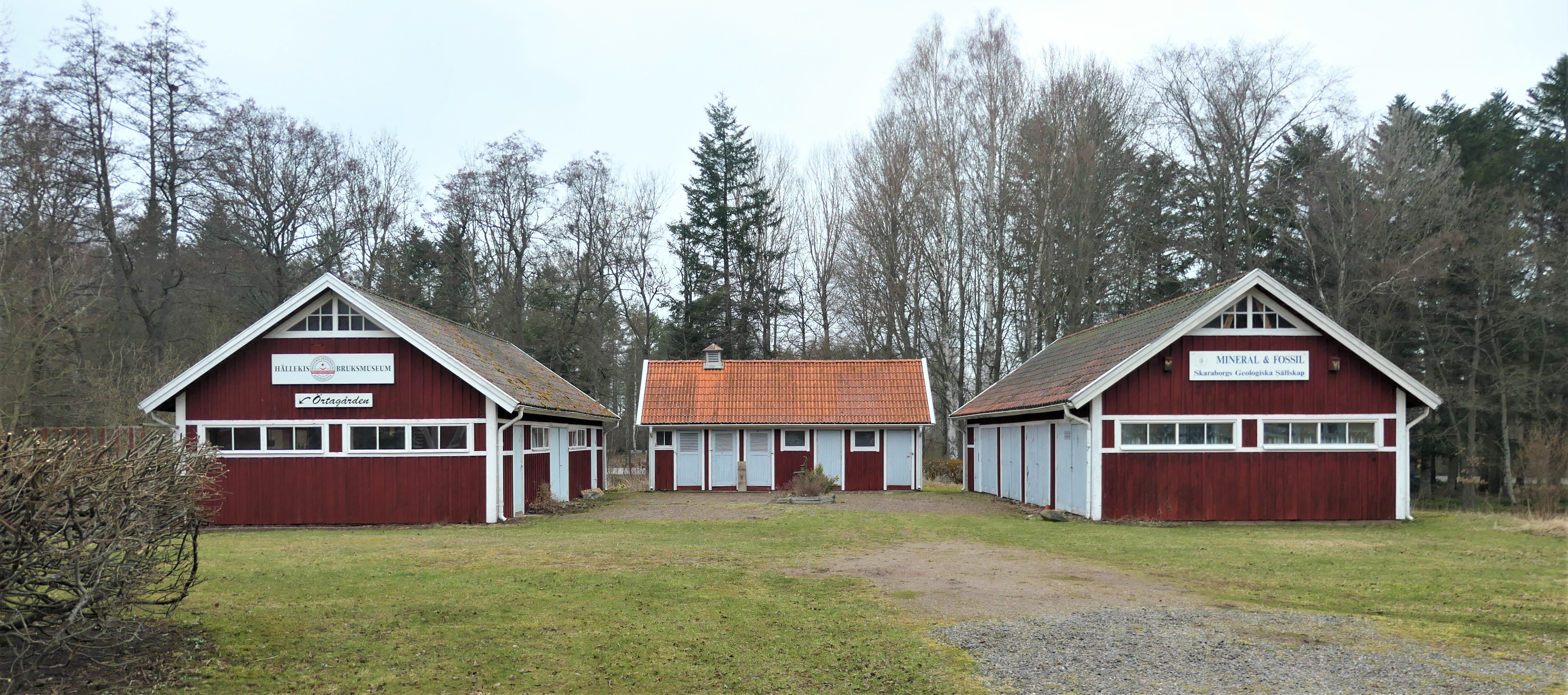
Bruksmuseum och Stenmuseum
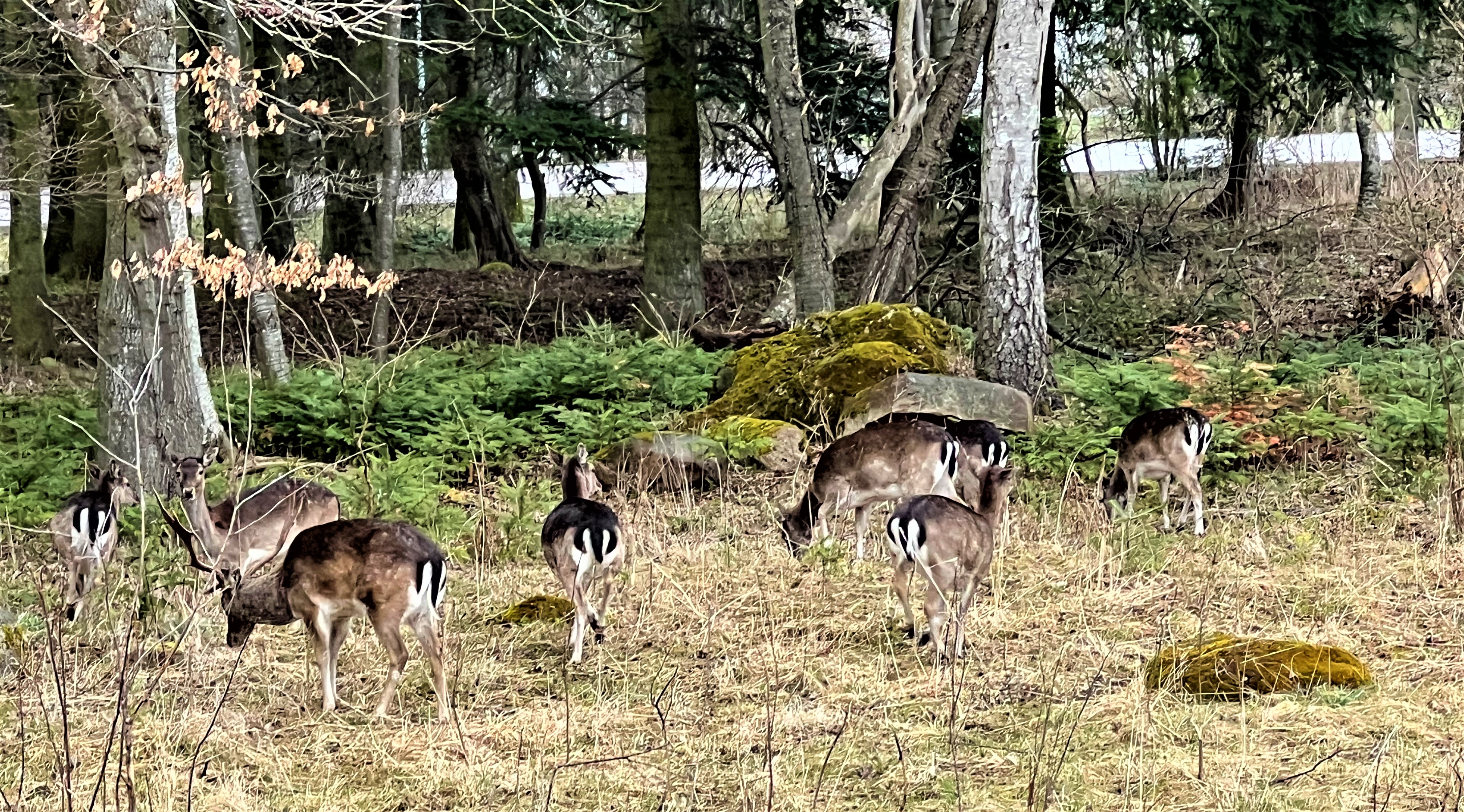
Dovhjortsflock i Falkängen